# Biutiful
Biutiful  is een dramafilm met in de hoofdrol Javier Bardem, geregisseerd door de Mexicaanse regisseur Alejandro González Iñárritu. Het is zijn vierde speelfilm en naast zijn debuut Amores Perros de tweede film in zijn moedertaal, het Spaans.
De film werd in 2011 genomineerd voor twee Academy Awards, voor beste buitenlandse film en beste acteur, maar verloren deze aan Hævnen en Colin Firth voor zijn hoofdrol in The King's Speech. De Oscarnominatie van Javier Bardem, voor een niet-Engelstalige hoofdrol was op zich al een opmerkelijke prestatie.
Op het filmfestival van Cannes ontving Javier Bardem uit handen van jurypresident Tim Burton de prijs voor beste acteur, maar moest deze om onopgehelderde redenen delen met zijn Italiaanse collega Elio Germano, die de hoofdrol speelde in Daniele Luchetti's La Nostra Vita. Dat Bardem de prijs moest delen, wordt door enkele journalisten geweten aan het feit dat in de jury van dat jaar twee Italianen zaten.

## Verklaring titel
De titel Biutiful is afgeleid van de Spaanse spelling van het Engelse woord beautiful en verwijst naar de spelfout die de dochter van de hoofdpersoon in de film per ongeluk maakt bij het maken van haar huiswerk.

## Productie
De film is een Mexicaanse en Spaanse coproductie. Het maken van deze film heeft vanaf het begin van het schrijfproces in totaal drie en een half jaar geduurd. De film werd opgenomen tussen oktober 2008 en februari 2009 in Barcelona, Spanje.

## Verhaal
Biutiful is het verhaal over de laatste dagen van de doodzieke alleenstaande vader en sjacheraar Uxbal (Javier Bardem), die in Barcelona zijn geld verdient als tussenpersoon, tussen een Chinees naaiatelier en illegale Afrikaanse straathandelaren die namaakartikelen verkopen. Ook neemt hij als paranormaal ‘ziener’ geld in ontvangst voor het delen van de laatste gedachten, gevoelens en ervaringen aan nabestaanden van kort overleden dierbaren. 
Uxbal woont met zijn zoon (Guillermo Estrella) en dochter (Hanaa Bouchaib) in een appartement in het niet toeristische deel van de stad. Zijn vrouw Marambra (Maricel Álvarez), van wie hij gescheiden is, is manisch-depressief en de voogdij kwijtgeraakt. Wanneer na medisch onderzoek bij Uxbal terminale prostaatkanker wordt vastgesteld, probeert hij zijn fouten recht te zetten.

## Rolverdeling
| Acteur           | Personage |
| ---------------- | --------- |
| Javier Bardem    | Uxbal     |
| Rubén Ochandiano | Zanc      |
| Eduard Fernández | Tito      |
| Maricel Álvarez  | Marambra  |
| Ana Wagener      | Bea       |

## Trivia
- Alejandro González Iñárritu heeft de film opgedragen aan zijn vader Hector González Gama, met de woorden; 'Voor mijn prachtige oude eik'.